# SEALDs
自由と民主主義のための学生緊急行動（じゆうとみんしゅしゅぎのためのがくせいきんきゅうこうどう、英語: Students Emergency Action for Liberal Democracy - s）、略称でSEALDs（シールズ）は、2015年5月から2016年8月まで活動していた日本の政治団体・学生団体。反体制的な活動により、公安調査庁の調査対象にもなっていた。新時代の学生運動として、有名人が多数賛同したことでも知られている。
2016年8月以後は「自由と民主主義のための琉球・沖縄緊急学生行動（SEALDs琉球）」のみ、名前を変えて活動を継続しており、2017年3月17日に、元メンバーらが新団体未来のための公共を設立するが、2019年8月15日に活動終了を発表した。
同団体への対抗のため、旧統一教会（世界平和統一家庭連合）2世信者が中心になって勝共UNITEが結成された。

## 沿革
前身団体である特定秘密保護法に反対する学生有志の会（とくていひみつほごほうにはんたいするがくせいゆうしのかい、「Students Against Secret Protection Law」（略称：SASPL）は第2次安倍内閣によって提出された特定秘密保護法が参議院本会議で可決された2013年12月6日に、同法の成立以前から学内勉強会を開催していた首都圏の大学生メンバーが発起人となって設立された日本の学生による政治団体。
SASPLは2014年2月1日に特定秘密保護法に反対するデモをスタートし、同法が施行された12月10日の官邸前デモを最後に解散した
SEALDsは2015年5月3日、安倍首相の政権運営や憲法観に対して危機感を感じた学生らがSASPLの後続団体という形で発足させた。同年6月5日に成立した安全保障関連法に反対する国会前での抗議デモを主催していた。また、関西圏（近畿地方）の大学生が中心となって活動する派生団体「SEALDs KANSAI（シールズ関西）」が5月、 東北地方（仙台圏）の大学生が中心となって活動する派生団体「SEALDs TOHOKU（シールズ東北）」 も同年7月20日に、さらに沖縄県の大学生が中心となって活動する派生団体「SEALDs RYUKYU（シールズ琉球）」も同年8月15日に、そして同年9月7日には東海地方（名古屋/津圏）の大学生が中心となって活動する派生団体「SEALDs TOKAI（シールズ東海）」も発足した。2015年10月23日付で政治団体設立の届け出をし、「その他の政治団体」として登録された。
2016年8月15日に動画メッセージを残して解散した。

## 概要
所属人数は2015年9月時点でほぼ1000人を数え、TwitterやLINEで存在を知った各地の若者が、地方の都市でもグループを結成している。メンバーの多くは十代後半から二十代前半の若者であり、在籍している大学・学校はバラバラで、学業やアルバイトの合間を縫って活動している。金曜日の抗議活動を担う「デモ班」や、デモの様子を配信するためのカメラを回す「映像班」、フライヤーを作る「デザイン班」など、十以上の班に分かれ、それぞれの役割を担い運営している。
SEALDsには「代表者」が存在せず、「副司令官」とされるメンバーが数人存在している。これは個人の意見を大切する考えや、「真の司令官は人民である」というサパティスタ民族解放軍のマルコス副司令官の考えに基いているという。
母親が主体の「安保関連法案に反対するママの会」や、高校生が主体の「T-nsSOWL（ティーンズソウル）」、中年が主体の「MIDDLEs（ミドルズ）」など、安保関連法案への反対運動を展開している団体の中にはSEALDsの活動に影響を受けて立ち上げられたものも存在し、その動きは各地域や各年代で広がりを見せているとされる。
安全保障関連法の成立後は、法案に賛成した議員の落選運動を行っている。また、野党共闘の呼びかけや統一候補の応援も行っている。
2016年8月15日に動画メッセージを残して解散した。
2017年3月17日、元メンバーらが新団体「未来のための公共」を設立し、今後、安倍政権をめぐる政治活動を行うことを表明。
2019年8月15日「未来のための公共」が活動終了を発表した。

## 目的
特定秘密保護法や集団的自衛権の行使容認によって日本国憲法の理念が危機に瀕しているとして、立憲主義に基づかない政治に対して反対の姿勢を打ち出し、国家による社会保障の充実と安定雇用の回復を通じた人々の生活の保障や、対話と協調に基づく平和的な外交・安全保障政策を求める。すなわち、立憲主義・生活保障・平和外交を掲げるリベラルな政治勢力の結集を求めた。
「いまこそ、若い世代こそが政治の問題を真剣に考え、現実的なヴィジョンを打ち出さなければなりません」「私たち一人ひとりの行動こそが、日本の自由と民主主義を守る盾となるはず」 として、当事者の立場から若者の政治参加の意義を強調した。
反自民党で、9条よりも立憲主義に根差しており、国民の権利を守り、社会の諸問題を解決する為にふさわしいのなら、憲法改正もおおいに議論され、実践されるべきとした。
「デモはカッコイイと思わせる」のがモットーで、理想の民主主義を語る熱いスピーチの映像をネットに流し、新しい運動スタイルを目指した。デモや集会中のかけ声「Tell me what democracy looks like（民主主義って何だ）」は世界中のデモで使われている有名なフレーズという。

## 活動・主張
| 日付                 | 活動内容 |
| -------------------- | --- |
| 2015年7月10日        | 国会前で集会を開き、子連れから学生、高齢者まで、幅広い世代が国会正面近くの歩道にあふれ、主催者発表で1万5000人以上が集まったという。 |
| 2015年7月15日        | SEALDsは午後7時半から安保法制反対デモの主催を引き継いだ。大学生の参加者は「強行採決反対」と書かれたプラカードを掲げ、「大学でも、安倍政権のやり方はおかしいと思っている友人は多い。若者だって、政治に無関心ではないというメッセージを伝えたい」と話した。メンバーの奥田愛基が「俺たちはマジで怒っている。安倍政権を辞めさせよう。みんなで声を上げよう」と呼び掛けた時は大歓声が起きたという。 |
| 2015年7月31日        | 「安全保障関連法案に反対する学者の会」と合同で『安全保障関連法案に反対する学生と学者の共同行動集会アピール』を発表し、国会前のデモを共催した。 |
| 2015年8月23日        | 国会前でデモを共催し、T-nsSOWLも参加した。高校生の参加者は「戦場に行き、命をかけて戦うのは僕たち自身です。憲法違反を犯した政治家たちではない」とスピーチした。8月21日の特別委員会において民主党の蓮舫の質問中に「そんなこと、どうでもいいじゃん」とやじを飛ばした自民党の安倍晋三に対して、奥田は「どうでもいいなら首相をやめろ。バカか、お前は」「『バカか』とかひどいことを言っても、あんまり伝わらない。もうちょっと優しく言えば、僕は首相の体調が非常に心配なので、早く病院に行かれてお辞めになられた方がいい」とスピーチした（その後、奥田はこの発言で右派から激しいバッシングを受ける）。 |
| 2015年9月6日         | 「安全保障関連法案に反対する学者の会」と新宿の歩行者天国で集会を共催した。民主党や共産党の野党幹部のほか、与党公明党の元副委員長もスピーチした。公明党の元幹部が「公明党は目を覚ませ」と繰り返すと、創価学会の「三色旗」がはためいたという。 |
| 2015年9月15日        | 奥田が参議院の安全保障関連法案に関する中央公聴会に民主党選任の公述人として出席し、「菅官房長官は、昨年の選挙でも『（安保は）争点ではない』と言っています」「憲法とは国民の権利であり、それを無視することは、国民を無視するのと同義です」「政治家の先生たちも個人でいてください。政治家である前に、派閥に属する前に、グループに属する前に、たった1人の個であってください」と述べた。 |
| 2015年10月28日       | 筑波大学大学院生の諏訪原健らSEALDsメンバー4人が日本外国特派員協会で記者会見し「来夏の参院選に野党の統一候補が出るなら応援する。野党は政策や立場の違いを超えて選挙協力をしてほしい」と訴えた。また、参院選後にSEALDsを解散することも表明した。 |
| 2015年11月6日        | 沖縄県名護市辺野古の埋め立て本体工事着手に対し、「地方自治の原則をないがしろにし、民主主義を否定する暴挙」とする声明を発表した。 |
| 2015年11月22日より前 | 大阪府知事、大阪市長選挙を前に、SEALDs KANSAI は「思想信条の自由を侵害し、住民の生活を破壊している」として維新に反対の立場を明確にした。 |
| 2015年12月6日        | 銀座でデモを主催、主催者発表で約4500名が参加した。 |
| 2015年12月20日       | 他の4つの市民団体とともに安保関連法案廃止を目標とした「安保法制の廃止と立憲主義の回復を求める市民連合（略称・市民連合）」を結成した（後述）。 |
| 2016年3月13日        | 安全保障関連法案に反対する学者の会と新宿駅前で集会を共催し、主催者発表で3500人が参加した。「自衛隊の命を守れ」「選挙に行こうよ」などの声をあげたほか、野党幹部らが共闘を訴えた。 |
| 2016年3月27日        | 民進党の結党大会に奥田が来賓として招かれ、「若者の声を聞いてほしい。『民とともに進む』というスローガンを本気で言ってほしい」「僕が中央公聴会でスピーチしたときに、僕の目の前の与党の議員の方は寝ていました。はたして国民の政治離れなんでしょうか。それとも政治の国民離れなんでしょうか」と訴えた。 |
| 2016年3月29日        | 同日施行された安全保障関連法に反対する集会やデモが、毎日新聞によると少なくとも全国37都市であり、SEALDsも参加した。国会前に主催者発表で3万7000人が参加、JR大阪駅前に主催者発表で1700人が参加するなどした。 |
| 2016年4月10日        | アジアの民主主義や民主化運動の状況を話し合う若者団体の初会議がフィリピンのマニラで開かれ、台湾の林飛帆ら「ひまわり学生運動」のメンバーや、香港の「雨傘革命」のメンバーなど、合計10の国や地域の代表が参加し、日本からは奥田らSEALDsのメンバーが参加した。会議ではSEALDsのデモのスタイルが称賛されたほか、奥田が「（各国の状況や目標は違うが）努力しないとそれをつかめないということを忘れてはならない」と述べるなどした。 |
| 2016年6月5日         | 「戦争させない・9条壊すな！総がかり行動実行委員会」が主催した国会前大規模集会 に、共闘を図る野党幹部が参加し、SEALDsも参加、主催者発表で4万人以上が参加した。7月10日投開票の参院選を控え、奥田は「失敗したアベノミクスを争点にしようとしているが、3分の2の議席を取り改憲したいというのが安倍首相の本音では」と指摘し、SEALDs RYUKYUから参加した人物は、4月に沖縄県うるま市で発生した米軍属による日本人女性殺害事件に触れ「2度と事件を起こさせないとの思いを持った人を国会に送り出さないといけない」と強調した。                                                                                 |
| 2016年8月5日         | しんぶん赤旗によると、日本共産党創立94周年記念講演会に諏訪原が来賓として招かれ、「SEALDsは8月15日に解散する」と宣言し「緊急行動をおしまいにして、どういう世界をめざすための野党共闘なのかという議論にしていきましょう」と提案し、「議論を政治家だけに任せず、参院選で成立した野党と市民の共闘をもう一歩前にすすめてほしい」と訴えたという。 |
| 2016年8月15日        | 動画メッセージを残して解散。「SEALDsは解散します。しかし終わったというのなら、また始めましょう。始めるのは私であり、あなたです。何度でも反復しましょう」と呼びかけた。SEALDs琉球は活動継続。 |
| 2017年3月15日        | 元メンバーが「未来のための公共」を結成。 |

## 公安調査庁の見解
公安調査庁の『内外情勢の回顧と展望』（平成28年1月版）では「平和安全法制の整備をめぐっては（中略）学生団体「SEALDs」（自由と民主主義のための学生緊急行動）を始めとする若者グループの結成が相次いだ」とSEALDsについての言及がなされている。また同資料では中核派が機関紙『前進』で「（SEALDsは）警察権力と一体で国会前行動を仕切り，『過激派排除』を叫んで敵対している」とSEALDsを批判しつつ、SEALDsなどの運動に参加した学生・青年に対して自派への結集を呼び掛けたことや、日本共産党の志位和夫がSEALDsなどが主催する集会に自身が参加しかつ党員を参加させ、無党派・青年層などとの連携姿勢をアピールしたことなどが紹介された。また、日本共産党は公式ウェブサイトにおいて、SEALDsのデモの日時を告知し、デモに参加する行動予定を明らかにしていた。

## 政治活動

### 安倍政権倒閣運動
- 野党に対し、安倍政権打倒を目的とした選挙協力をしていた[68]。
- SEALDsは「変えたいと思うなら、安倍政権NOを言い続けなければいけない」と主張し、デモでは「安倍はやめろ！」「憲法守れ！」「戦争するな！」などとコールしていた[69]。
- 2015年9月にロイター（記者Linda Sieg、編集Robert Birsel、追加報告：いとうしおり）で反安倍の抗議運動がレポートされている[70]。
- 産経新聞は、2016年3月13日に新宿アルタ前で、日本共産党委員長の志位和夫ら野党幹部が演説する前でコールしているが、なかには「保育園落ちたの私だ」などと大声で叫ぶ者もおり、「もはや何のための集会か分からない。単なる安倍政権批判の集まり」、「安倍政権が何やらとんでもない悪さをしており、このままでは明日にでも戦争が始まるのではないか、という嫌なムードを周囲に伝播させるには十分なイベント」、「いくら野党といえども、公党が、これほどめちゃくちゃなデマゴーグを不特定多数の有権者の前で述べるわけにはいかないだろう。だからこそ「彼ら」が叫んでくれる無責任な誹謗と中傷が必要であり、多少の行儀の悪さには目をつぶってでも、利用価値は十分過ぎるほど高いのだ」と評している[71]。
- 2016年3月13日のSEALDsのデモで、香山リカが「国民をマシンのように1億総活躍などといって、とことん働かせようとする安倍政権は、絆分断政権だ」と行き過ぎた安倍政権批判を展開、落合恵子は「トランプの暴言と差別意識を笑うなら、この国も同じことをしているということをちゃんと報道しろ！この国にもいるじゃないか、同じような差別主義者が」などと発言していた[72]。
- SEALDs KANSAIの構成員は、「私たちの行動が野党共闘へと動かした」、「国とはすなわち私たちのことだ。国という守るべきものがあって私たちが支えているのではない。私たち一人ひとり尊重されるべき個人の集まりが互いに支え合って生きているのが国だ」、「すべての命には、命そのものに絶対的な価値があるという揺るぎない確信に基づいて、この国を築いていきたい」などと発言していた[73]。

#### SEALDs POSTで自民党議員への落選運動
政治情報を発信する「SEALDs POST」を開設、運営し、自民党への投票を踏みとどまるようメッセージを掲載している。
「SEALDs POST」のコラムで、弁護士の水上貴央による、参院選の投票日前に「参院選は「政権選択の選挙」ではないため、「たいした変化は起きない」。野党が少し勝ったところで「どうせ与党になるわけではない」のだから「民進党が信用できなくても、共産党が怖くても、はっきり言ってどうでもいい」」などという持論を掲載しており、J-CASTニュースは、「全体的には自民党を中心とする改憲勢力の「落選運動」といった趣」であり、「煽りまくりコラム」が「話題」であると述べている。

### 反戦活動
日本共産党京都府委員会の機関紙である京都民報によると、2015年7月11日に開催された「憲法守れ」「NO WAR」などを掲げたSEALDs KANSAIのデモに、「安全保障関連法案に反対する学者の会」に所属する山室信一と西牟田祐二が参加し、参政権のない在日コリアン4世も「自分の住む国の政治に声を上げたい」とスピーチをしていた。
社民党公式サイトで、戦争をさせない1000人委員会など3団体で構成する戦争させない・9条壊すな！総がかり行動実行委員会や首都圏反原発連合らとともに「戦争法の廃止を求める統一署名」の共同呼びかけをしていることが紹介されている。
SEALDsは公式には、特定の政党の支持を表明していないが、2014年衆院選でオール沖縄を掲げた野党候補が全自民党候補者を破って当選した結果を手本とし、現自民政権の不支持とリベラル勢力支持を表明し「現政権に対抗するための野党の結集」を目指すとしていた。
- 産経新聞は、「SEALDsの主張や活動が、半ば共産党と一体化していることは明白だ」、「ホームページに掲載されたSEALDsの具体的な主張を見ると、共産党と瓜二つであることがはっきりする」とし、SEALDs参加の安保関連法反対デモで、「共産党関係者が使用している赤色の模様をあしらった車両（日本共産党の表記をつけていないがナンバーが同一であることが判明）」や、共産党系の労働組合である「全労連」の車両が使われていると報じている[79]。また、SEALDsが「おれたちの声を聞け」「おれたちは主権者だ」などと「他者の意見は間違っているとの前提で、自分たちの意見が絶対に正しいという一方的な見解の表明」を頻繁に行っているとして、「この独善的な傾向は、共産党の体質とも実によく似ている」と評している[80]。SEALDsの「《持続可能で健全な成長と公正な分配によって、人々の生活の保障を実現する政治を求めます》《対話と協調に基づく平和的な外交・安全保障政策を求めます》《北東アジアの協調的安全保障体制の構築へ向けてイニシアティブを発揮するべき》《中国は政治体制こそ日本と大きく異なるものの、重要な経済的パートナーであり、いたずらに緊張関係を煽るべきではありません》」などの主張については非現実な主張であると評している[80]。「《安倍政権は格差拡大と雇用の不安定化を促進し、中間層・貧困層を切り捨てた、いびつな成長戦略を実行しています》」との主張も共産党の主張と同一であり、「ブラックな資本主義」という批判も「共産党そのもの」と評している[80]。
- 福岡県行橋市議会議員の小坪慎也は、民青の幹部がSEALDsのデモを先導していたことやSEALDsが共産党の車両を使用しているなど、複数の物証が明らかとなっているとして、日本共産党や日本民主青年同盟とSEALDsとの関連は否定しがたいと述べている[81]（ただし、小坪が共産党とした全労連は、日本共産党を含めた政党からの「完全な独立」を表明しており[82]、小坪がSEALDs参加女性とした民青所属の女性[83] は、そもそもSEALDsに所属していない事を公言している）。また、「日本共産党や中核派と混同されても仕方ない」と述べている[81]。とはいえ、日本共産党とは同じ活動方針なので「融通しあったり、助け合ったり」しているだけであり、SEALDs組織全体が日本共産党と関係しているかというと、それは「ほとんど関係ない」と考えているとも述べている[81]。
- ライターの伊勢雅臣は、「SEALDsは共産党の傘下にあり、共産党員の子弟が多い」と述べている[84]。
- 統一教会系の新聞である世界日報は、「SEALDs琉球」の実態として、民青幹部が影響力を発揮していると主張している[85]。世界日報社のオピニオンサイトViewpointの編集局は、次の主張をしている[86]。SEALDsには日本民主青年同盟（民青）の数名の中核メンバーが加入しており、日本共産党機関紙「しんぶん赤旗」がSEALDsの活動を何度か好意的に掲載している、また、「自民党に対抗するために野党の統一候補を出すべきだとのシールズの呼び掛けも、日本共産党の主張のタイミングと一致していた。」「シールズが街宣活動のために日本共産党直系の全労連の宣伝カーを使ったことがあった」[86]。Viewpointの編集局は、政府関係者はこれらより「両者に緊密な関係がある」とし「（SEALDsの）実態はノンセクトを装った民青の若者に操られながら一般の若者たちの政治への関心を高めて動員を図っているものとみられる」と述べた、とも主張している[86]。
- SEALDsの奥田が民主党選任で公聴会に出席し、民進党の結党大会に招かれたことについて、特に日本共産党との関係性を問う意見がある[注釈 5]。
- 政治評論家の筆坂秀世は「シールズという運動体には、代表者もリーダーもいない。民主集中制で上意下達の共産党とは、似ても似つかない組織なのである」などと述べた[88]。
- 日本共産党の機関誌「しんぶん赤旗」において、参院選投票3日前の2016年7月7日に、「SEALDs POST」や「安保法制の廃止と立憲主義の回復を求める市民連合」のホームページ等をSNS上で拡散し、「私は…だから共産党」と、「自分が支持する理由や共感する政策を紹介」するよう、呼びかけが行われていた[89]。
  - 篠原常一郎によれば、共産党や民青はSEALDsにすり寄っていたが、SEALDsの方は相手にしてなかったという。SEALDsの活動者は、特定の政治勢力に取り込まれないよう巧みに振る舞っていたと指摘している[90]。

## 賛同

### 新聞
- アメリカ合衆国の『ウォール・ストリート・ジャーナル』は、彼らの学生運動は高齢化傾向にある国内のリベラル団体を勇気づけたと報じている。さらにこの団体の略称はSEALDsだが盾を意味する英語「シールズ（shields）」と発音し、これは民主主義を守る「盾」になるという彼らの目標を示している、と報じている。また、団体名や抗議に使う看板などに英語を使用したり、メンバーの一部が金髪に染めていたり、ヒップホップに乗せてスローガンを叫んでいるのは、西側の影響を受け入れてることの表れだ、と分析している[19]。
- フランスの経済紙『ロピニオン』のクロード・ルブラン - 「若者を中心とした安保法案への反対運動は、既成政党と距離を置いている点で欧米に広がった格差是正運動と共通項があり、台湾や香港、マレーシアなどで起きている動きとも無関係ではない」と分析し、「自民党政権を倒すほどの力はないかもしれないが、次の総選挙で自民党を退潮させる潜在力を持っている」と話した[91]。

### デモに参加
- 内田樹（人文学者）[92] - 「この（新有権者）240万人に対して今一番影響力を持つ組織は、自民党でも民主党でもなく、SEALDsだからです[93]。」と述べた。
- 落合恵子（元文化放送アナウンサー） [72]
- 香山リカ（ 精神科医） デモ参加[72]
- 志位和夫（日本共産党書記長）[71]
- 中野晃一（上智大学教授）- 産経新聞は「SEALDsの後ろ盾のような存在」と報じている[73]。
- 山室信一（歴史・政治学者）[76]
- 西牟田祐二（経済学者）[76]
- 茂木健一郎（脳科学者）[94]

### 学者
- 小川晃弘（日本学者） - 「SEALDsのメンバーは必ずしも憲法改正に反対ではなく、立憲主義に基づく政治を求めている」と述べた[13]。
- 小林節（憲法学者）
- デヴィッド・スレイター（比較文化論） - 「人々はSEALDsが普通の大学生の集まりだと承知している。過激派ではなく、アクティビスト（活動家）でさえもない。普通の学生たちがこの国の政治の行方を懸念しているのだ」と述べた[19]。

- 樋口陽一（憲法学者）
- 広渡清吾（比較法学者）
- 岡野八代（政治学者）
- 白井聡（政治学者）
- 山口二郎（政治学者）
- 本名純（政治学者） - SEALDsについて、非党派でイデオロギーにとらわれない新しい学生運動であると述べた[13]。
- 間宮陽介（経済学者）
- 上野千鶴子（社会学者）
- 大沢真理（社会学者）
- 佐藤学（教育学者）

### その他
- 雨宮処凛（作家）
- 古賀茂明（元経産官僚）
- 津田大介（ジャーナリスト）[95]
- 坂本龍一（ミュージシャン）
- 佐野元春（ミュージシャン）
- 後藤正文（ミュージシャン）
- 園子温（映画監督）[96][97]
- 加藤シゲアキ（NEWS）
- 林飛帆（台湾「ひまわり学生運動」） - 「SEALDsが現れ、同じ世代として興奮した。日本にも、いよいよ出てきたか」と関心を寄せた[98]。

### 団体
- 民主党→民進党
- 日本共産党
- 生活の党と山本太郎となかまたち
- 社会民主党
- 安保法制の廃止と立憲主義の回復を求める市民連合[99]
- オール沖縄
- 沖縄平和運動センター（代表者：山城博治）

## 批判
- 2015年7月22日、作家を自称する人物が「民青+過激派+在日+在日系チンピラ」「全労連の街宣車をSEALDsが使っている」などとブログに投稿[100]。この投稿を自民党政務調査会調査役の田村重信が自身のTwitterで、賛同の意を表明してリツイートした結果、田村のTwitterは炎上、削除する騒ぎとなった。この騒ぎを受け、SEALDsの奥田愛基が「田村さんの引用ツイッターは自民党のレベルの低さを改めて証明したと思います。いい大人が学生に向かって侮蔑的な差別発言を吐くなんてどうかしてます。全労連さんから車を借りたのは事実ですが、それはたまたま車が空いていたから。大体、政治を職業にしている“プロ”にプロ市民なんて言われたくありませんよ。それに『レッテル貼りとか、デマゴギーみたいなことは控えるべき』と安倍首相が言っているのに、自民党こそトンデモないレッテルを貼り、デマを流しています。きちんと謝罪して欲しいですね」と発言した。自民党広報部は田村の発言を「党の見解ではありません」とした[101]。
- 2015年7月31日、自民党（当時）の武藤貴也は、SEALDsの国会前抗議について自身のツイッターへの投稿で「彼ら彼女らの主張は『戦争に行きたくない』という自己中心、極端な利己的考えに基づく。利己的個人主義がここまでまん延したのは戦後教育のせいだろうが、非常に残念だ」などと批難した。これに対し、民主党の枝野幸男は「自分が戦争に行きたくない、みたいなレベルでしか受け止めておらず、法案の問題や本質を理解していない。戦後の平和主義・民主主義が積み重ねられてきた歴史に、全く目が向いていない」と、維新の党の柿沢未途は「権力を持っている政党の所属議員として、もってのほかの発言だ」と、それぞれ武藤を批判した。[102]。
- ジャーナリストの山村明義は、この団体を「劣化左翼」[103] と呼んでいる。
- 政治評論家の屋山太郎は「シールズのおかげで日本の安全が保たれているとでもいうのか。日本の平和は憲法9条のおかげで保たれているわけではない。「徴兵制が始まる」というのもひたすら不安をあおる手口だ。安保法がなくなったら、日本の安全はどうなるのか。「選挙が終わったら解散する」という無責任野郎から国を守るには、このタチの悪い霧を吹き飛ばし、視界明瞭にすることだ」と述べた[104]。
- 評論家の潮匡人は国会前での拡声器を使用した度重なる集会は静穏保持法に抵触しており、演説される内容は侮辱罪や脅迫罪に抵触しかねない暴言だと批判した[105]。なお静穏保持法作成に衆議院法制局として関与した上田章によれば条文中「静穏を害するような方法で」は、音量、音質、継続時間、場所、時間帯等諸々の要素を総合的に判断して、社会通念上受忍できないものを言い、具体的には複合騒音とでも言うべき、街頭宣伝車を連ねるような場合が典型で、したがって、一般的には普通に拡声器を使っていても構わない、と説明している[106]。

## 賛否両論・批評
- 著述家の古谷経衡は、右派・左派ともにSEALDsに関して理性的な評価ができなくなっていると評している[107]。
- 筑波大学のロビン・オデイは、SEALDsの中心メンバーはキリスト教系の大学（明治学院大学、国際基督教大学、上智大学、法政大学）に通学しており、同じ高校の出身者であると述べ、明治学院大学のトム・ギルは、キリスト教が多数派の国では保守主義と結びつきやすいが、少数派の信仰の場合は進歩主義となる、と述べた[13]。
- 同世代の政治運動家である青木大和はSEALDsの活動について、従来のピラミッド型の組織ではないため参加しやすかった利点を評価する一方、「活動全体の最終的なビジョンが見えない」とも評している[108]。
- 活動家の外山恒一は、自身の関わった1965年～1975年生まれ世代の学生運動が社民党最左派の限界から抜け出せなかったと語り、SEALDsはそれを克服できない限り失敗すると述べた。そして「私はシールズをことさらに敵視するものではないし、若い時分にデモの１つでも経験しておくに越したことはないと思うので温かい目で見てもいるが、“はみだし者”の“ドブネズミ”の1人であることは否定しようのない私にとっては何ら心に響くものがない運動」とした[109]。その後SEALDsと共産党の接近や外山と野間易通との対立もあり否定派に移り、SEALDsを「リベラル・マスコミによって実態以上に針小棒大に報じられた虚像」と批判した[110][111]。

## 書籍
- 高橋源一郎、SEALDs『民主主義ってなんだ?』河出書房新社、2015年9月18日。ISBN 978-4309247328。
- SEALDs『SEALDs 民主主義ってこれだ!』大月書店、2015年10月21日。ISBN 978-4272330867。
- SEALDs『民主主義は止まらない』河出書房新社、2016年6月17日。ISBN 978-4309247632。
- SEALDs、磯部涼『日本×香港×台湾 若者はあきらめない』太田出版、2016年6月18日。ISBN 978-4778315245。 - 香港の雨傘運動や台湾のひまわり学生運動との対話集。

## 映画
- 西原孝至『わたしの自由について～SEALDs 2015～』sky-key factory、2016年5月14日。